# Igreja Católica no Gabão
A Igreja Católica no Gabão é parte da Igreja Católica universal, em comunhão com a liderança espiritual do Papa, em Roma, e da Santa Sé. Apesar de ser um país onde cerca de metade da população professa a fé católica, o Gabão tem assistido desde a segunda metade do século XX, a um crescimento dos muçulmanos, que, em 2010 eram estimados em cerca de 11% do total de habitantes.

## História
Os capuchinhos foram os primeiros a tentar evangelizar o território que atualmente pertence ao Gabão, em 1673. Somente no ano 1863, foi erigido o Vicariato Apostólico do Gabão, específico de seu território, pois, antes disso, o chamado Vicariato Apostólico das Duas Guinés compreendia desde o Senegal até o Rio Orange, na África do Sul. Em 1875, foi fundada uma segunda missão em Donguia; por volta de 1878 e 1881, começou-se a realizar a lenta evangelização do interior, com a missão de Lambaréné, que também se estendeu a outros países. Outras missões foram estabelecidas em 1897, N’Djolé e Franceville, e em 1899 em Sindara.
Em 1884, o padre Bessieux, da Congregação do Espírito Santo, foi enviado à capital, Libreville e, em 1899, houve a primeira ordenação sacerdotal; em 1913, foi fundada uma missão em Mourindi; em 1955, as hierarquias gabonesas foram submetidas a Brazzaville, na República do Congo; em 1925, nove novas missões são estabelecidas no país, e em 1958, o Gabão se tornou uma Província Eclesiástica, pela Sé Metropolitana de Libreville; em 1958, ocorre a ereção da Diocese de Mouila; em 1961, ocorre a ordenação do primeiro bispo etnicamente gabonês, Dom François Ndong, para ser bispo auxiliar de Libreville; em 1969, a Diocese de Oyem é erigida e, em 1974, a de Franceville. Em 1982, o Papa João Paulo II realizou uma visita pastoral ao Gabão; em 2003, foi erigida a Diocese de Port-Gentil e constituída a Prefeitura Apostólica de Makokou.
As agitações políticas do país causaram muita instabilidade, e ainda assim a Igreja Católica continuou a operar escolas particulares no país, mesmo não recebendo ajuda do governo. Nas eleições presidenciais de 1993, um candidato da minoria muçulmana conseguiu derrotar inclusive um padre católico que também estava concorrendo. O governo organiza reuniões anuais entre líderes da Igreja e membros do Conselho Islâmico para promover relações inter-religiosas, que eram amigáveis.
Em um esforço para promover o cristianismo entre os povos da região, Samuel Galley traduziu para a língua fangue, em 1925, o Novo Testamento e toda a Bíblia em 1952.

## Atualmente

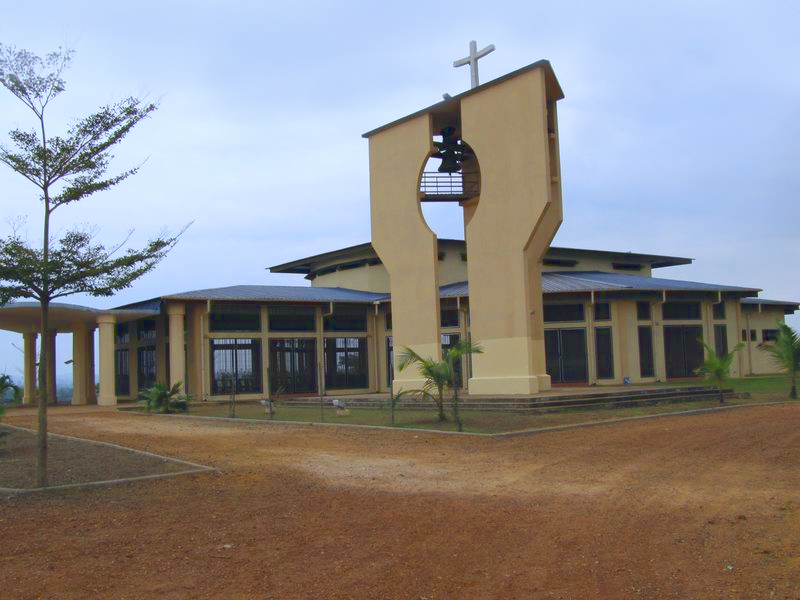
Catedral de Mouila

O Gabão, membro da Conferência Episcopal da África Central, tinha no ano 2000 65 paróquias administradas por 36 padres seculares e 70 religiosos, e as agências de assistência social da nação se beneficiavam dos esforços de seus 23 irmãos e 167 irmãs. Os feriados cristãos do país são: Domingo de Páscoa, Segunda-feira de Páscoa, Pentecostes, Ascensão, Assunção de Nossa Senhora, Dia de Todos os Santos e Natal, além das comemorações islâmicas de Eid al-Fitr e Eid al-Kebir.
As três maiores religiões do Gabão (catolicismo, protestantismo e islamismo) costumam conviver pacificamente e trabalhar em conjunto, apesar das recentes tensões políticas no país. Após as eleições presidenciais de 27 de agosto de 2016, a violência irrompeu entre apoiadores do partido no poder, que reivindicavam a vitória do Presidente Ali Bongo, e a oposição que contestou os resultados. Uma carta do presidente da Conferência dos Bispos do país, Dom Mathieu Madega de Mouila, publicada em 6 de setembro de 2016, foi denunciada a "falta de verdade no processo democrático e a falta de respeito pelos direitos humanos". Muitos membros do clero e líderes proeminentes dos leigos sentiram que a mensagem dos bispos não foi enérgica o suficiente no que diz respeito a repreender diretamente as graves irregularidades registradas, nem a dura repressão que se seguiu contra a oposição. Muitos católicos sentiram que o confronto com as autoridades poderia ter sido evitado pela incapacidade dos bispos em mencionarem a fraude eleitoral na sua declaração.
Também ocorreu que o abade Dimitri Ayatebe Ename, sacerdote diocesano de Libreville e Diretor de Estudos do Seminário Menor de Saint Jean, fez uma homilia em 16 de outubro de 2016, quando denunciou o sistema político do país, classificando-o como "ditatorial, cínico, obscuro, perverso e assassino". Quatro dias mais tarde, o Ministro do Interior, Lambert-Noël Matha, enviou uma carta queixando-se ao reitor do seminário, abade Laurent Manvoula, e com cópia enviada ao arcebispo de Libreville, Basile Mve Engore. O ministro acusou o Abade Ayatebe de ofender as instituições da República, e disse que o sacerdote tinha se referido aos resultados eleitorais "de maneira sectária".

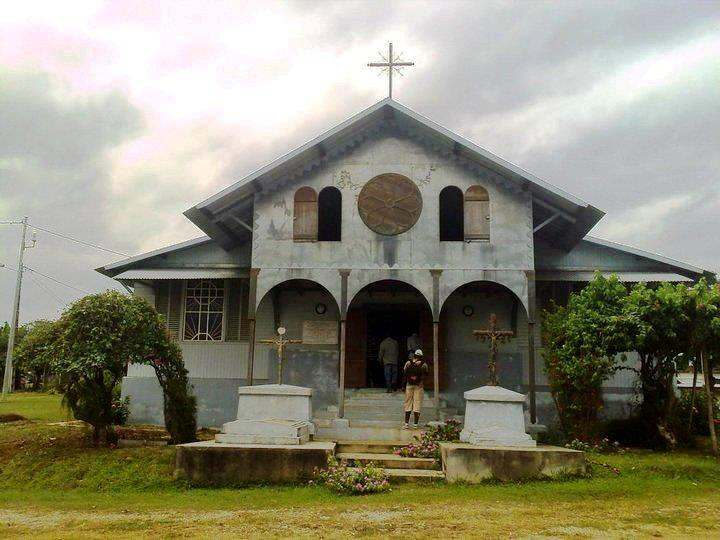
Paróquia católica em Ntoum

Dados da própria Igreja do Anuário Estatístico de 2005 afirmam que a no Gabão são administrados pelo catolicismo:
- 28 maternais, com 4.961 alunos
- 223 escolas do ensino fundamental, com 62.934 estudantes
- 22 escolas do ensino médio, com 12.897 estudantes
- 12 dispensários
- 1 leprosário
- 7 centros para doentes crônicos e inválidos

## Organização territorial
A Igreja se subdivide no território gabonês com uma arquidiocese metropolitana, quatro dioceses sufragâneas, e um vicariato apostólico, diretamente sujeito à Santa Sé. Há também a Eparquia da Anunciação de Ibadan, sediada na Nigéria e presente em diversos países africanos, incluindo o Gabão, e é voltada para os fiéis católicos que seguem o rito maronita.
- Arquidiocese de Libreville
  - Diocese de Franceville
  - Diocese de Mouila
  - Diocese de Oyem
  - Diocese de Port-Gentil
- Vicariato Apostólico de Makokou
- Eparquia da Anuncianção de Ibadan

## Conferência Episcopal
A Conferência Episcopal do Gabão é a reunião dos bispos católicos do Gabão, e foi criada no ano 1970.

## Nunciatura Apostólica
A Pró-nunciatura Apostólica do Gabão foi criada em 31 de outubro de 1967, e elevada a nunciatura apostólica em 7 de dezembro de 1997. Apesar de a Constituição estabelecer o estado secular, o Gabão foi o primeiro país da África a assinar um acordo total com a Santa Sé, em 1977, que ainda está em vigor. Este documento reconhece direitos jurídicos totais à Igreja Católica e a todas as suas instituições, e concede o reconhecimento civil dos casamentos canônicos. Em junho de 1999, após quase dois anos de negociações, o governo de Omar Bongo assinou um acordo com a Santa Sé que delineou as funções diplomáticas e sociais da Igreja no Gabão.

## Visitas Papais
O país foi visitado por São João Paulo II em 1982, juntamente com outros países: Guiné Equatorial, Benim e Nigéria.
O então pontífice fez um discurso no Estádio Presidente Bongo, em Libreville em 19 de fevereiro de 1982:
| “ | Agora aplicai-vos a edificar a Igreja no Gabão, "na qual está e opera a Igreja de Cristo, una, santa, católica e apostólica", como em cada Igreja particular (Decreto Christus Dominus, 11). [...]. Hoje, no sentido espiritual, vendo a vossa boa vontade, o sucessor de Pedro diz a toda a Igreja no Gabão: não vim trazer-te nem ouro nem prata. Mas não temas. Tem confiança. Em nome de Jesus Cristo, levanta-te e anda! | ” |
|   | — São João Paulo II em visita ao Gabão. |   |